# Braden Walls
Braden Walls (né le 5 juin 1985 à Calgary dans la province de l'Alberta au Canada) est un joueur professionnel de hockey sur glace canado-britannique. Il évolue au poste d'attaquant.

## Carrière en club
En 2002, il commence sa carrière junior avec les Canucks de Calgary de la Ligue de hockey junior de l'Alberta. Trois ans plus tard, il poursuit un cursus universitaire dans la NCAA avec l'université de l'Alaska à Fairbanks.
Il passe professionnel en 2009 avec les Brahmas du Texas dans la LCH.
En 2011, il part en Europe et signe aux Diables rouges de Briançon. Il y retrouve Steve Van Oosten son coéquipier des Nanooks de l'Alaska. Au cours de la Coupe de la Ligue, les Diables rouges, premiers de la poule D, éliminent ensuite Chamonix puis Rouen pour atteindre la finale de l'épreuve. Le match se dispute sur la glace de Méribel où ils comptent cinq défaites en finale de Coupe de la ligue et de Coupe de France. Après trois échecs à ce stade de la compétition, les Briançonnais l'emportent 4-1 face aux Pingouins de Morzine-Avoriaz et décrochent la première Coupe de la Ligue de leur histoire. Walls marque le but de la victoire.

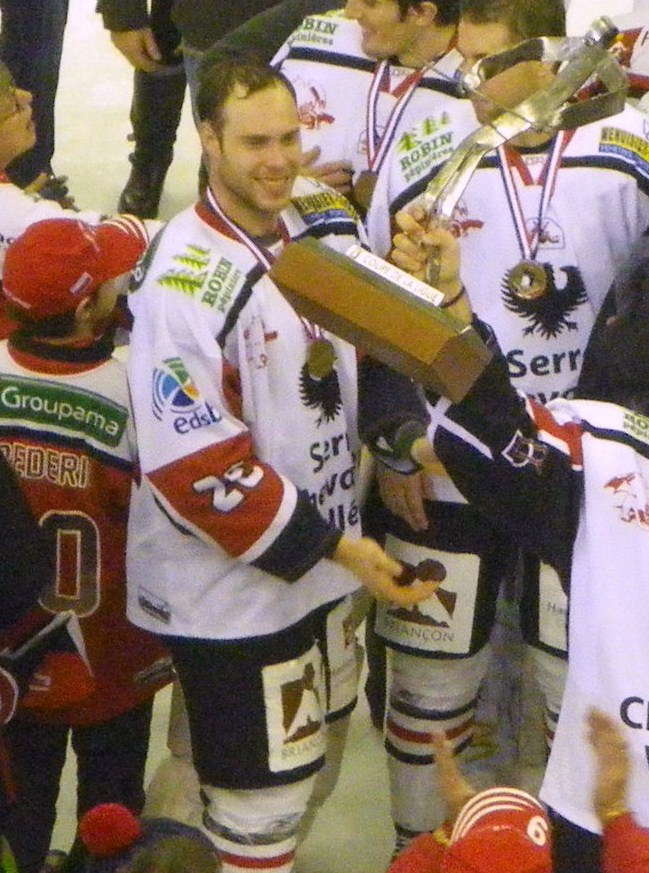
Walls avec les Diables Rouges de Briançon

## Trophées et honneurs personnels

### Thunder de Drayton Valley
- 2004 : nommé meilleur attaquant.

### Ligue de hockey junior de l'Alberta
- 2004 : participe au Match des étoiles avec la sélection Nord[4].

## Statistiques en carrière
| Saison    | Équipe                     | Ligue        |    | Saison régulière | Saison régulière | Saison régulière | Saison régulière | Saison régulière |   | Séries éliminatoires | Séries éliminatoires | Séries éliminatoires | Séries éliminatoires | Séries éliminatoires |
| Saison    | Équipe                     | Ligue        | PJ | B                | A                | Pts              | Pun              | PJ               | B | A                    | Pts                  | Pun                  |                      |                      |
| 2001-2002 | Flames de Calgary          | Midget AAA   | 34 | 18               | 22               | 40               |                  |                  |   |                      |                      |                      |                      |                      |
| 2002-2003 | Canucks de Calgary         | LHJA         | 50 | 13               | 14               | 27               | 30               |                  |   |                      |                      |                      |                      |                      |
| 2003-2004 | Thunder de Drayton Valley  | LHJA         | 53 | 18               | 20               | 38               | 172              |                  |   |                      |                      |                      |                      |                      |
| 2004-2005 | Thunder de Drayton Valley  | LHJA         | 54 | 14               | 38               | 52               | 87               |                  |   |                      |                      |                      |                      |                      |
| 2005-2006 | Nanooks de l'Alaska        | CCHA         | 39 | 6                | 2                | 8                | 50               |                  |   |                      |                      |                      |                      |                      |
| 2006-2007 | Nanooks de l'Alaska        | CCHA         | 39 | 6                | 8                | 14               | 48               |                  |   |                      |                      |                      |                      |                      |
| 2007-2008 | Nanooks de l'Alaska        | CCHA         | 35 | 4                | 8                | 12               | 28               |                  |   |                      |                      |                      |                      |                      |
| 2008-2009 | Nanooks de l'Alaska        | CCHA         | 37 | 10               | 8                | 18               | 36               |                  |   |                      |                      |                      |                      |                      |
| 2009-2010 | Brahmas du Texas           | LCH          | 6  | 0                | 1                | 1                | 4                | -                | - | -                    | -                    | -                    |                      |                      |
| 2009-2010 | Mavericks du Missouri      | LCH          | 31 | 9                | 3                | 12               | 43               | 5                | 0 | 2                    | 2                    | 2                    |                      |                      |
| 2010-2011 | Oilers de Tulsa            | LCH          | 40 | 11               | 15               | 26               | 35               | 10               | 2 | 2                    | 4                    | 8                    |                      |                      |
| 2011-2012 | Diables Rouges de Briançon | Ligue Magnus | 24 | 16               | 9                | 25               | 53               | 4                | 0 | 4                    | 4                    | 20                   |                      |                      |
| 2011-2012 | Diables rouges de Briançon | CdF          | 3  | 2                | 1                | 3                | 2                | -                | - | -                    | -                    | -                    |                      |                      |
| 2011-2012 | Diables rouges de Briançon | CdlL         | 6  | 5                | 3                | 8                | 10               | 5                | 5 | 3                    | 8                    | 6                    |                      |                      |
| 2012-2013 | Ducs d'Angers              | Ligue Magnus | 25 | 12               | 15               | 27               | 91               |                  |   |                      |                      |                      |                      |                      |
| 2012-2013 | Ducs d'Angers              | CdF          | 5  | 4                | 5                | 9                | 6                | -                | - | -                    | -                    | -                    |                      |                      |
| 2012-2013 | Ducs d'Angers              | CdlL         | 6  | 0                | 5                | 5                | 8                | 5                | 0 | 6                    | 6                    | 22                   |                      |                      |
| 2013-2014 | Ducs d'Angers              | Ligue Magnus | 18 | 6                | 5                | 11               | 24               | 16               | 9 | 3                    | 12                   | 30                   |                      |                      |
| 2014-2015 | Ducs d'Angers              | Ligue Magnus | 26 | 10               | 15               | 25               | 22               | 10               | 4 | 5                    | 9                    | 14                   |                      |                      |
| 2015-2016 | Ducs d'Angers              | Ligue Magnus | 26 | 3                | 8                | 11               | 20               | 16               | 6 | 2                    | 8                    | 14                   |                      |                      |
| 2016-2017 | Ducs d'Angers              | Ligue Magnus | 44 | 8                | 11               | 19               | 18               | 6                | 1 | 2                    | 3                    | 0                    |                      |                      |
| 2017-2018 | ASC Corona 2010 Brașov     | Erste Liga   | 34 | 27               | 12               | 39               |                  | 10               | 6 | 3                    | 9                    |                      |                      |                      |
| 2017-2018 | ASC Corona 2010 Brașov     | Roumanie     | 18 | 14               | 9                | 23               | 28               | 9                | 6 | 10                   | 16                   | 4                    |                      |                      |
| 2018-2019 | Ferencváros TC             | Erste Liga   | 58 | 42               | 31               | 73               | 6                | 13               | 6 | 6                    | 12                   | 14                   |                      |                      |